# Ernst Sievert

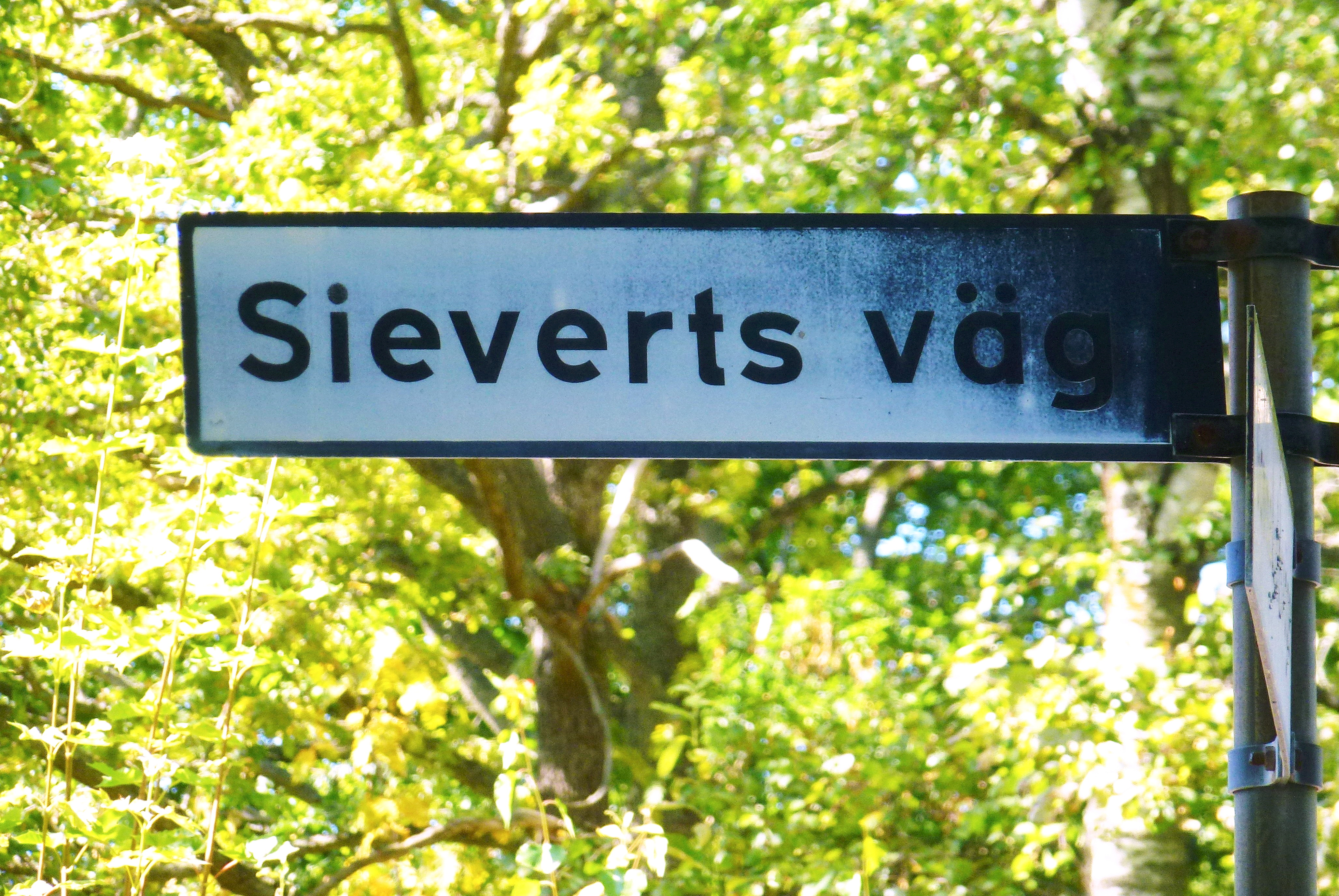
Sieverts väg i Lännersta.

Ernst Gustaf Sievert, född 15 februari 1863 i Zittau, Sachsen, död 9 september 1941, var en tysk-svensk företagsledare, som bland annat grundade AB Sieverts Kabelverk i Sundbyberg.
Sievert, vars far var konditor, grundade jämte brodern Max Sievert 1888 Sieverts Kabelverk och var dess dess verkställande direktör 1913–28. Detta företag fick stor betydelse för Sveriges elektrifiering såsom stödjande utvecklingen av ej blott telefonindustrin utan även av den elektriska starkströmsindustrin. Sievert var från 1919 hedersledamot av Ingenjörsvetenskapsakademien. Sieverts väg i Lännersta, Nacka kommun är uppkallad efter honom eftersom han hade sin sommarbostad på Sieverts väg 9 (Johannisberg).

## Sieverts Kabelverk och LM Ericsson
Sieverts Kabelverk började sin verksamhet 1888, inledningsvis som leverantör till bland annat LM Ericsson och Telegrafverket av tysk kabel för den framväxande telekomindustrin. Bröderna Sievert och Lars Magnus (LM) Ericsson utvecklade ett tätt samarbete. Några år efter grundandet startade Sieverts Kabelverk en egen fabrik i Sundbyberg i Stockholm. Sundbyberg utvecklades i hög grad som stad kring Sieverts tre fabriker där. Sieverts Kabelverk blev en av Europas största kabeltillverkare och elektrifierade till stor del de nordiska marknaderna med högspänningskablar samt byggde kabelnätet för telefoni.
Efter Max Sieverts död år 1913 utvidgades styrelsen och ett flertal familjemedlemmar ryckte in som ledamöter eller som revisorer. Ernst Sievert behöll dock det avgörande inflytandet inom familjebolaget, vars aktiekapital hade ökats till 2,4 miljoner kronor. Runt 1920 stod Sieverts Kabelverk för en tredjedel av LM Ericsson-koncernens alla inköp och LM Ericsson för en tredjedel av Sieverts Kabelverks försäljning. Då Telefonaktiebolaget L. M. Ericsson år 1928 erbjöd sig att köpa samtliga aktier för 7,3 miljoner kronor, ansåg Ernst Sievert det vara lämpligt att sälja. 1928 förvärvade LM Ericsson Sieverts Kabelverk och drev verksamheten vidare som ett självständigt bolag under samma namn i nästan 60 år fram till 1980-talet då LM Ericsson bytte namn till Ericsson och Sieverts Kabelverk namnändrades till Ericsson Cables.

## Familj
Sievert var gift med Magdalena Birgitta Sievert Löttiger och far till Elsa Maria Knafve, Malin Theresia Fritzner, Nils Sievert och Käte Fahlesson.